# Vera Lourié

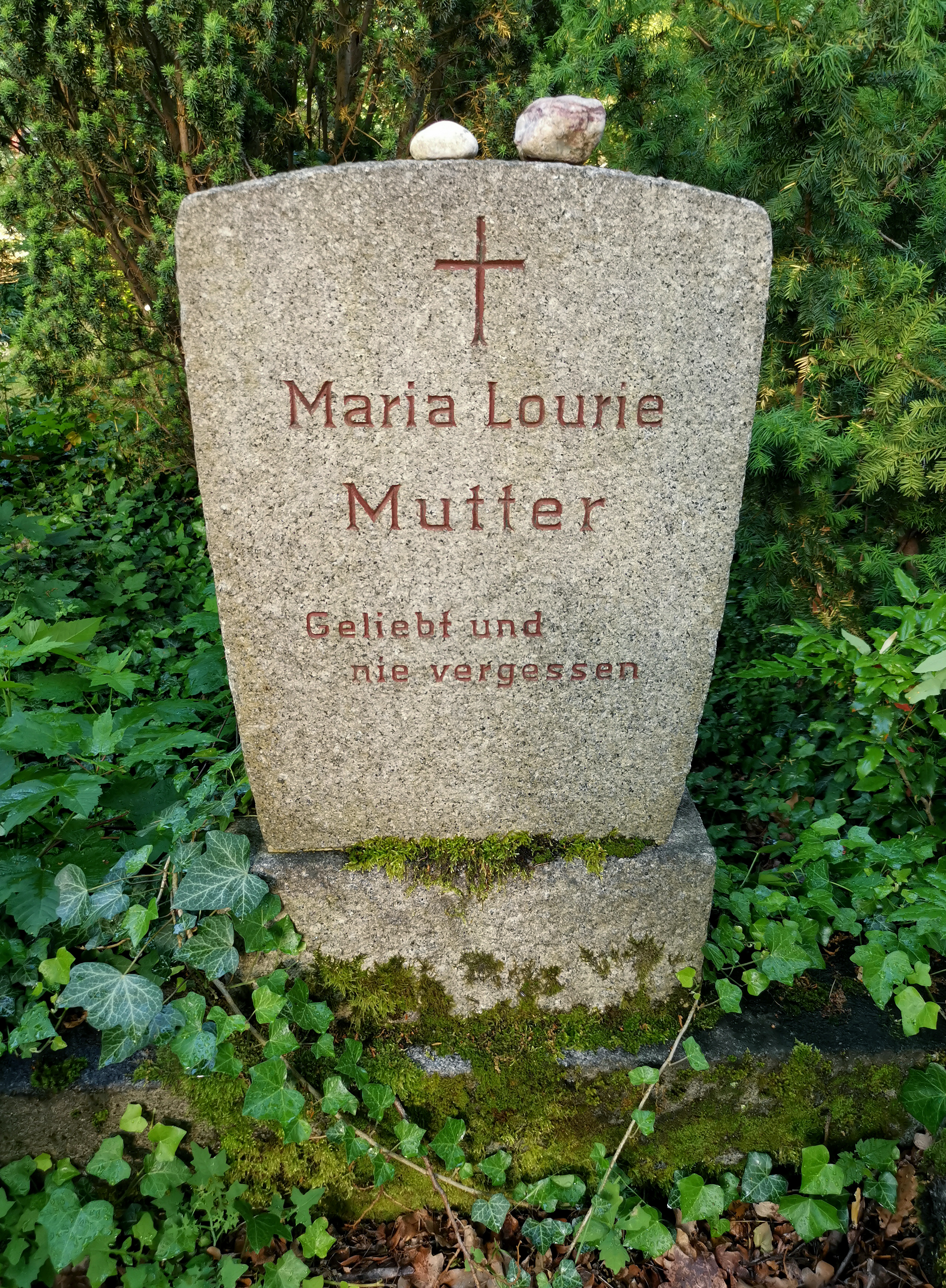
Familiengrab auf dem Luisenfriedhof III in Berlin-Westend (Grablage: D I G-13 b)

Vera Lourié (russisch Вера Иосифовна Лурье; geboren 21. April 1901 in St. Petersburg, Russisches Kaiserreich; gestorben 11. September 1998 in Berlin) war eine russisch-deutsche  Dichterin.

## Leben
Vera Iossifowna Lourié war im Petrograder "Haus der Künste" Schülerin des Dichters Nikolaj Gumiljow. Sie gehörte einem Kreis junger Dichter an, der sich "Die tönende Muschel" nannte. Nach der Ermordung Gumiljows emigrierte sie im Herbst 1921 mit ihrer Familie aus Petrograd nach Berlin, wo sie bis zu ihrem Tode lebte. In den 1920er Jahren gehörte sie zur russischen literarischen Szene Berlins. Sie schrieb für russische Zeitungen und Zeitschriften und war mit vielen russischen Schriftstellern und Künstlern befreundet. Zu ihnen zählten Andrej Belyj, Ilja Ehrenburg, Nina Berberova und Konstantin Waginow. 1938 wurde Vera Lourié von der Gestapo festgenommen, nach mehrwöchiger Haft aber wieder freigelassen. Ihr Liebhaber, der Berliner Rechtsanwalt Alexander Posnjakow starb 1941 im KZ Dachau. Ihre Mutter überlebte als Jüdin die Haft im Ghetto Theresienstadt. Zu Louriés Berliner Russischschülern gehörte Liane Berkowitz, die 1943 von den Nationalsozialisten zum Tode verurteilt und hingerichtet wurde. Im hohen Alter verfasste Vera Lourié ihre Memoiren, die im Frühjahr 2014 im Verlag Schöffling auf Deutsch erschienen sind.

## Werke
- Stichotvorenija. Poems. Edited and with an introduction by Thomas R. Beyer, Jr.  Berlin: Reihe der Staatsbibliothek Preußischer Kulturbesitz, Band 8, 1987.
- Briefe an Dich. Erinnerungen an das russische Berlin. Hrsg. von Doris Liebermann, Verlag Schöffling & Co., Frankfurt/Main 2014, ISBN 978-3-89561-615-0.

## Film
- Rußland an der Spree. Ein Film von Doris Liebermann und Dennis Weiler, SFB 1987, 45 min.

## Radio
- Das russische Berlin. Die 1921 aus Petrograd geflohene Dichterin Vera Lourié erinnert sich. Ein Radiofeature von Doris Liebermann. SFB, 22. Februar 1985, 50 min.
- Splitter eines zweifach dramatischen Lebens, Pieke Biermann über Vera Louriés Memoiren, Deutschlandradio Kultur, 25. Februar 2014.